# Stolzmühle
Stolzmühle ist ein Gemeindeteil des Marktes Dietenhofen im Landkreis Ansbach (Mittelfranken, Bayern). Stolzmühle liegt in der Gemarkung Ebersdorf.

## Geografie
Die Siedlung liegt an der Bibert und an dem Stolzgraben, der als linker Zufluss hier in die Bibert mündet. Im Südwesten grenzt das Bayreuther Holz an, im Norden liegt der Stolzberg, 0,5 km nordöstlich liegt das Sandfeld. Die Kreisstraße AN 24 führt nach Ebersdorf (0,7 km nordwestlich) bzw. nach Leonrod (1 km südöstlich).

## Geschichte
Der Ort wurde 1532 zusammen mit dem Nachbarort Ebersdorf als „Mull“ erstmals urkundlich erwähnt. Ob die Mühle später nach dem Familiennamen eines Besitzers Stolz oder nach dem in der Nähe gelegenen Stolzberg bezeichnet wurde, ist unklar.
Gegen Ende des 18. Jahrhunderts gehörte die Stolzmühle zur Realgemeinde Ebersdorf. Die Mühle hatte das brandenburg-bayreuthische Kastenamt Dietenhofen als Grundherrn. Unter der preußischen Verwaltung (1792–1806) des Fürstentums Bayreuth erhielt die Stolzmühle die Hausnummer 16 des Ortes Ebersdorf. Von 1797 bis 1810 unterstand der Ort dem Justizamt Markt Erlbach und Kammeramt Neuhof.
1810 kam die Stolzmühle an das Königreich Bayern. Im Rahmen des Gemeindeedikts wurde es dem 1811 gebildeten Steuerdistrikt Dietenhofen und der 1813 gebildeten Ruralgemeinde Ebersdorf zugeordnet. Am 1. Juli 1969, also noch vor der Gebietsreform in Bayern, wurde Stolzmühle nach Dietenhofen eingemeindet.
Die Mühle war ursprünglich als Getreidemühle betrieben, von 1926 bis 1937 zur Stromgewinnung. Erst in den 1970er Jahren wurde neben der eigentlichen Mühle eine Siedlung angelegt.

### Ehemaliges Baudenkmal
- Mühle an der Bibert; zweigeschossiges verputztes Satteldachhaus des 18. Jahrhunderts, Erdgeschoss massiv, Obergeschoss Fachwerk, zwei Dachgeschosse mit rundbogigen Ladeluken – auf dem Sturz des Kellereingangs im Stadel reliefierte Inschrift: „St[efan] S[chuh] 1763“[10]

### Einwohnerentwicklung
| Jahr      | 001818 | 001840 | 001861 | 001871 | 001885 | 001900 | 001925 | 001950 | 001961 | 001970 | 001987 | 002005 | 002013 |
| Einwohner | 7      | 11     | 16     | 13     | 7      | 12     | 12     | 22     | 7      | *      | 38     | 74     | 67     |
| Häuser    | 1      | 1      |        |        | 1      | 1      | 1      | 2      | 1      |        | 18     |        |        |
| Quelle    | [ 12 ] | [ 13 ] | [ 14 ] | [ 15 ] | [ 16 ] | [ 17 ] | [ 18 ] | [ 19 ] | [ 20 ] | [ 21 ] | [ 22 ] | [ 23 ] | [ 1 ]  |

## Religion
Der Ort ist seit der Reformation evangelisch-lutherisch geprägt und nach St. Andreas (Dietenhofen) gepfarrt. Die Einwohner römisch-katholischer Konfession waren zunächst nach Unsere Liebe Frau (Heilsbronn) gepfarrt, seit den 1980er Jahren ist die Pfarrei St. Bonifatius (Dietenhofen) zuständig.